# If I Can't Have You (Shawn Mendes)
If I Can't Have You is een single van de Canadese singer-songwriter Shawn Mendes. Het nummer kwam uit op 3 mei 2019, samen met de videoclip. Het nummer behaalde een top 5-notering in onder meer Australië, Nieuw-Zeeland, Denemarken en de Verenigde Staten. 

## Tracklist
| Nr. | Titel                                  | Duur |
| --- | -------------------------------------- | ---- |
| 1.  | If I Can't Have You                    | 3:12 |
| 2.  | If I Can't Have You (extended version) |      |